# San Miguel, Ocampo
San Miguel är en ort i Mexiko.   Den ligger i kommunen Ocampo och delstaten Coahuila, i den norra delen av landet, 1 100 km norr om huvudstaden Mexico City. San Miguel ligger 918 meter över havet och antalet invånare är 259.
Terrängen runt San Miguel är platt åt sydväst, men åt nordost är den kuperad.  Trakten runt San Miguel är nära nog obefolkad, med mindre än två invånare per kvadratkilometer. Det finns inga andra samhällen i närheten. Omgivningarna runt San Miguel är i huvudsak ett öppet busklandskap.